# Museo archeologico nazionale di Eboli e della media valle del Sele
Il ManES - Museo Archeologico Nazionale di Eboli (già Museo Archeologico Nazionale di Eboli e della Media Valle del Sele), aperto il 25 marzo 2000, è un museo statale che fa parte della Direzione regionale Musei Campania Archiviato il 17 maggio 2022 in Internet Archive..
Il ManES ha sede nella città di Eboli, in provincia di Salerno, nell’ex Convento di San Francesco, complesso monumentale fondato nel XIII secolo, ampiamente rimaneggiato nel XVI e nel XVIII. Prima dell'ultimo conflitto mondiale il complesso fu adibito a sede del Municipio, della Pretura e del locale Ginnasio. I bombardamenti della guerra ne determinarono la parziale distruzione e l'abbandono. I lavori di recupero eseguiti nel corso degli anni Novanta lo hanno destinato, parzialmente, a sede museale.
Le collezioni archeologiche del ManES si sono accresciute con gli apporti provenienti dagli scavi condotti nel territorio della valle del Sele, una “terra di mezzo”, che, per posizione geografica, allo sbocco di importanti vie di transito, è stata da sempre luogo di incontro tra genti e culture diverse.
Il percorso espositivo ripercorre le principali fasi dell'insediamento degli uomini in questo territorio, dalla Preistoria al Medioevo e la loro cultura.

## Il percorso espositivo

### ATRIO

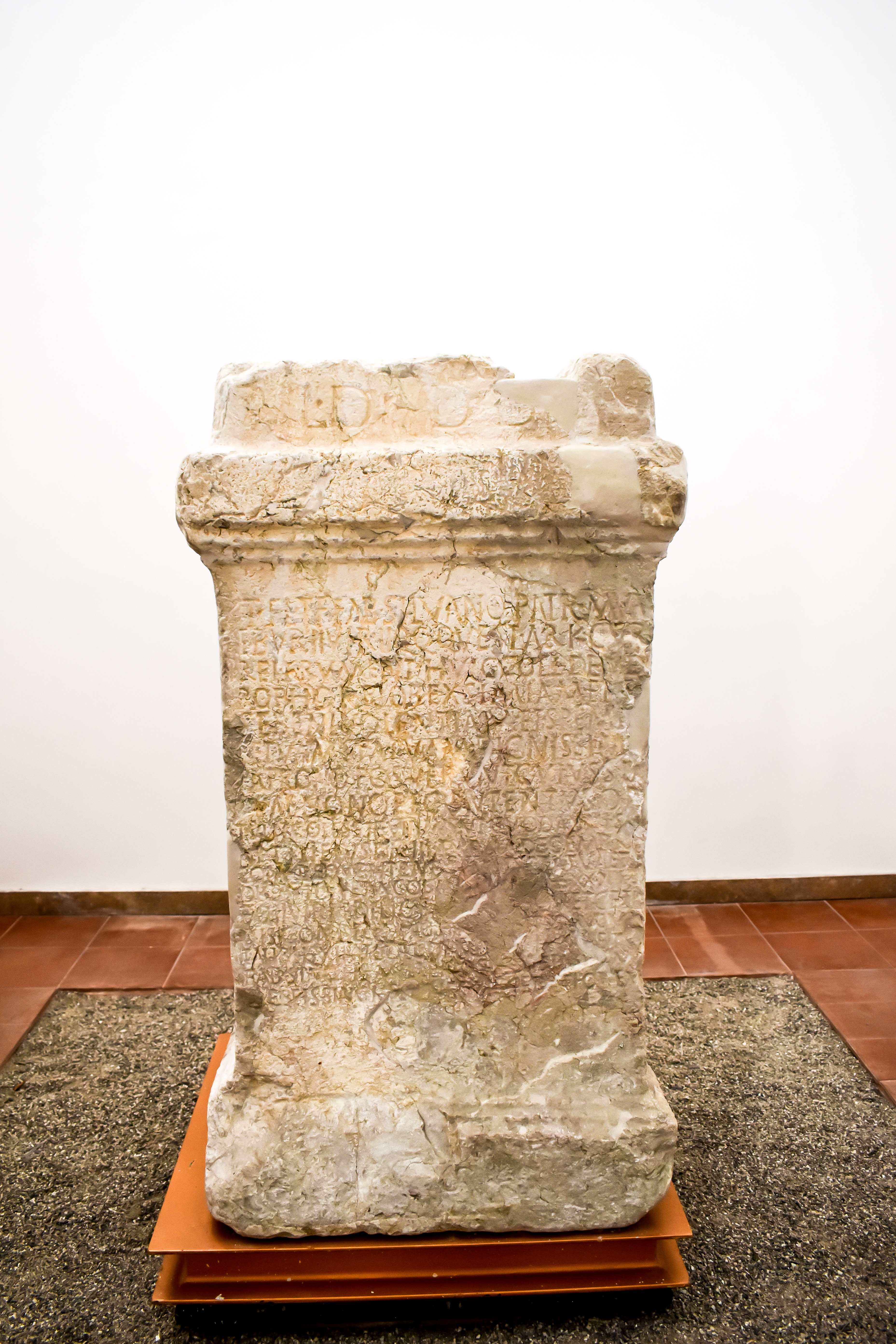
Stele Eburina del II sec. d.C.

All’interno dell’atrio è conservato il basamento di una statua onoraria, c.d. Stele eburina, con iscrizioni sui tre lati che sono state studiate anche da Theodor Mommsen.
La stele eburina è uno dei documenti più importanti per la storia dell'antica Eboli, una "pietra che parla". Ad esempio, l'iscrizione sulla facciata anteriore testimonia che Eboli era Municipium romanum. L'ambito titolo di municipium comportava per i suoi abitanti il diritto alla cittadinanza romana, potersi governare con proprie leggi, divenire funzionari dell'Imperatore e partecipare alle cariche pubbliche a Roma.
La statua, non conservata, era stata dedicata a Tito Flavio Silvano, della tribù Fabia, che alla fine del II sec. d.C., nel 183 d.C., sotto l'Impero di Commodo, rivestiva la carica di Patrono del Municipio di Eburum.
Il Collegio dei dendrofori, i cui membri si occupavano del taglio dei boschi, della lavorazione del legno e del suo trasporto a Roma, sempre bisognosa di legname per scopi civili e militari, gli dedicò "una statua che ricordasse per sempre lui che era un patrono degno di ricordo".
La stele eburina presenta altre due iscrizioni sui lati corti: quella del lato destro indica i nomi dei magistrati sotto i quali avvenne la dedica, mentre sul lato opposto viene testimoniato il riutilizzo della stele tra la fine del II e gli inizi del IV sec. d.C..

### Piano terra

#### Il Neolitico
Nel corso del VI millennio a C. si colloca l'età neolitica, durante la quale la vita dell’uomo cambia radicalmente. In questo periodo gli uomini abbandonano le dimore occasionali fino ad allora utilizzate, organizzandosi in villaggi stabili: coltivano i campi, addomesticano gli animali e, per le varie attività quotidiane, cominciano a realizzare recipienti più resistenti, in argilla.
A Eboli le testimonianze più antiche della frequentazione antropica risalgono a due fasi: il Neolitico Superiore (3500-3000 a.C.) e il Neolitico Inferiore (3000-2500 a.C.).
I reperti archeologici provengono dalla località San Cataldo. Si tratta di anse appartenenti a ciotole, da attribuire a due importanti facies culturali che si sviluppano in questo periodo in Italia Meridionale: quelle di Serra D'Alto e di Diana-Bellavista.

#### L'Eneolitico
Il periodo successivo, databile nel corso del III millennio a.C., è noto come Eneolitico o Età del Rame, dal primo metallo ad essere lavorato dall’uomo. Quattro sepolture attestano la presenza dell’Eneolitico a Eboli, in località Madonna della Catena e sono riconducibili alla cultura “del Gaudo”, così denominata dall'omonima località di Capaccio Paestum.
Le tombe di Madonna della Catena sono a grotticella, scavate in banchi di roccia tenera, con un pozzetto di accesso collegato ad una o due celle in cui venivano seppelliti più individui, accompagnati da oggetti ceramici e in pietra.
Nella cella sono stati ritrovati vasi di piccole dimensioni (tazze, orci, bicchieri, pissidi e anforette), usati per attingere, mentre nel vestibolo d’accesso sono stati rinvenuti recipienti più grandi come le olle biansate. Molto significativi sono gli oggetti in pietra: pugnali, punte di freccia e microliti trapezoidali.

#### L'Età del Bronzo
Nelle località collinari ebolitane sono state ritrovate le tracce di insediamenti umani, a partire dal Bronzo medio (XIV-XIII sec. a.C.).
Dalla località Turmine provengono i materiali più antichi, rappresentati da pochi frammenti di ceramica talvolta decorati da incisioni ed excisioni.
Nel Bronzo finale (XII-XI sec. a.C.) presso la collina di Montedoro, che domina il centro abitato, si sviluppò un insediamento del quale sono state individuate tracce di capanne. A Montedoro sono stati ritrovati frammenti ceramici dipinti di tipo miceneo, riferibili al Tardo Elladico III C (XI sec. a.C.), alcuni dei quali di probabile provenienza egea.

#### L'Età del Ferro

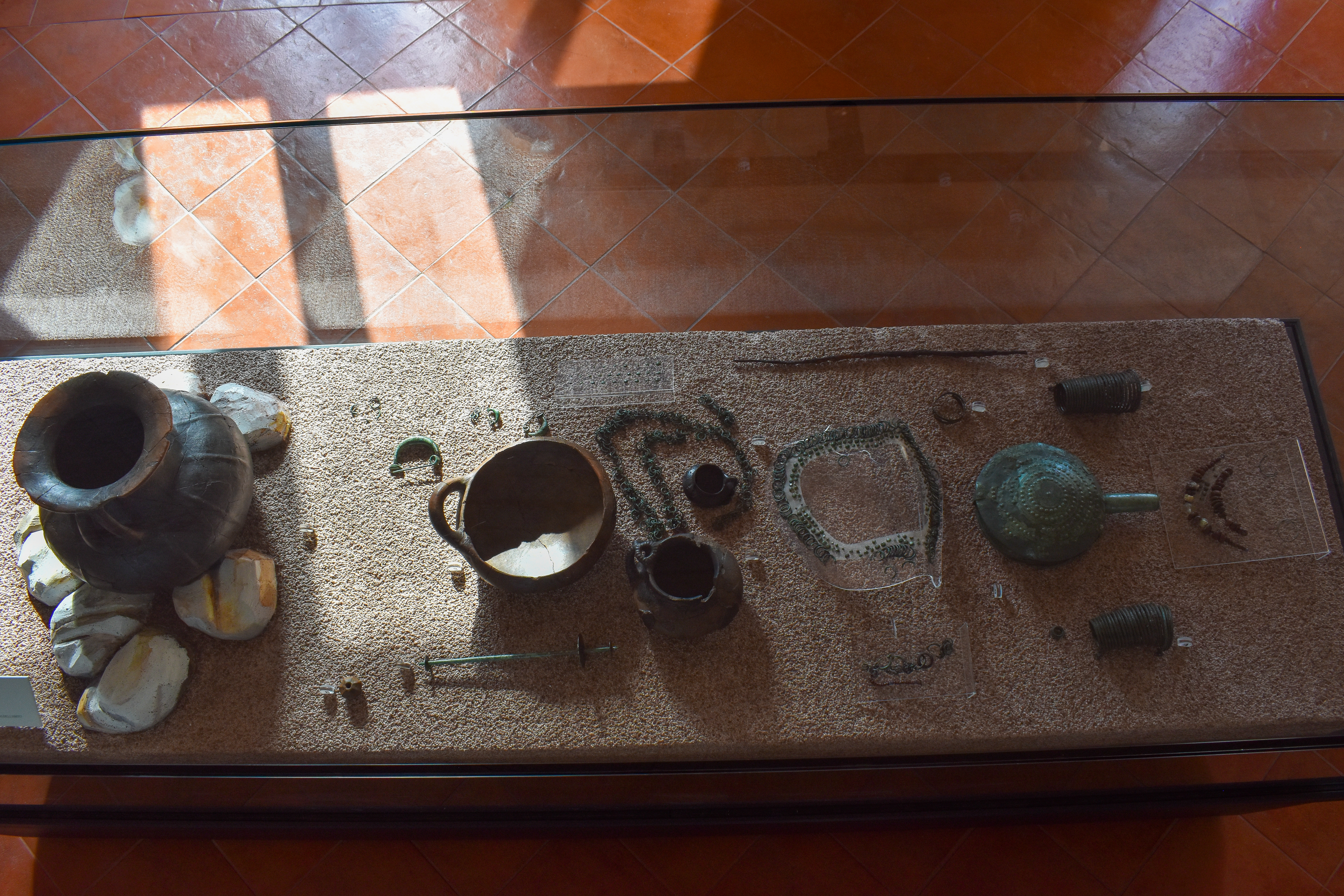
ManES Tomba femminile Età del Ferro

Durante l'Età del Ferro (IX-VIII sec. a.C.) nel territorio ebolitano si registra la presenza sia di gruppi appartenenti alla cultura villanoviana, riferibile alla vicina Pontecagnano, sia di gruppi appartenenti alla cultura delle “Tombe a fossa”.
Nell’Età del Ferro i corredi funerari maschili si contraddistinguono per la sostanziale sobrietà e per l’esaltazione dell'ideale guerriero, in cui gli elementi di spicco sono le armi e la fibula in bronzo ad arco serpeggiante.
Al contrario, i corredi femminili sono ricchi di gioielli: orecchini in argento e bronzo, bracciali e ferma trecce sempre in bronzo, collane in ambra e pasta vitrea. Numerosi gli anellini e le borchiette in bronzo e in ambra che decoravano gli abiti delle defunte.
La presenza di ceramica con decorazione “a tenda” attesta ulteriori legami con il mondo enotrio della Lucania Occidentale.

### Primo piano

#### VII e VI sec. a.C.
Le fonti di informazioni disponibili sull'antico centro di Eboli nel VII e VI sec. a.C. sono i contesti funerari.
I materiali esposti mostrano come l'insediamento ebolitano sia pienamente gravitante nell'orbita della vicina Pontecagnano.
Tuttavia, Eboli appare aperta ad influssi di culture diverse, grazie alla particolare posizione geografica che la pone quale naturale cerniera tra l'entroterra e la costa, come dimostrano un nucleo di sepolture rinvenute nella località Sant'Antonio, che rinviano, specie quelle femminili, alla cultura di Oliveto-Cairano, legata alle popolazioni insediate fin dall'Età del Ferro sulle colline che controllavano i corsi dei fiumi Ofanto e Sele.
Le necropoli sono caratterizzate dal rituale dell'inumazione in fosse terragne, ma sono documentati anche casi di incinerazione.
In queste necropoli un apposito spazio viene destinato alle sepolture di neonati e bambini.
I neonati sono collocati in grossi contenitori d'impasto, accompagnati dagli oggetti di ornamento e da piccoli vasi, anforette di bucchero o piattelli.
I bambini vengono inumati in fosse terragne, adorni di fibule e di collanine in pasta vitrea. Il corredo funerario, disposto sul corpo o ai piedi, si compone di anforette in bucchero e, talvolta, di piccoli calici di impasto.
Fra le tombe di giovani si distinguono alcune dal ricco corredo e nelle quali il defunto, secondo un rituale di tradizione ellenica, è stato cremato direttamente sul luogo di sepoltura. Tra i materiali colpisce la marcata presenza di ceramica in bucchero (oinochoai, kantharoi, coppe) di produzione campana. La ceramica d'importazione greca o di tipo greco, molto rara, accompagna le sepolture più rilevanti, denotate anche dalla presenza di vasi con iscrizioni onomastiche in lingua etrusca.
In particolare, nel VI sec. a.C., la presenza greca è testimoniata dalla diffusione della ceramica corinzia, di cui Pontecagnano rappresenta un centro di smistamento almeno fino alla metà del VI sec. a.C., per poi essere sostituita da Poseidonia, l’odierna Paestum, per l'importazione di ceramica ionica e attica. Emblematica a tale riguardo è la tomba n. 31 di via San Berardino, nella quale è testimoniata la più alta concentrazione mai registrata di importazioni greche.

#### V e IV sec. a.C

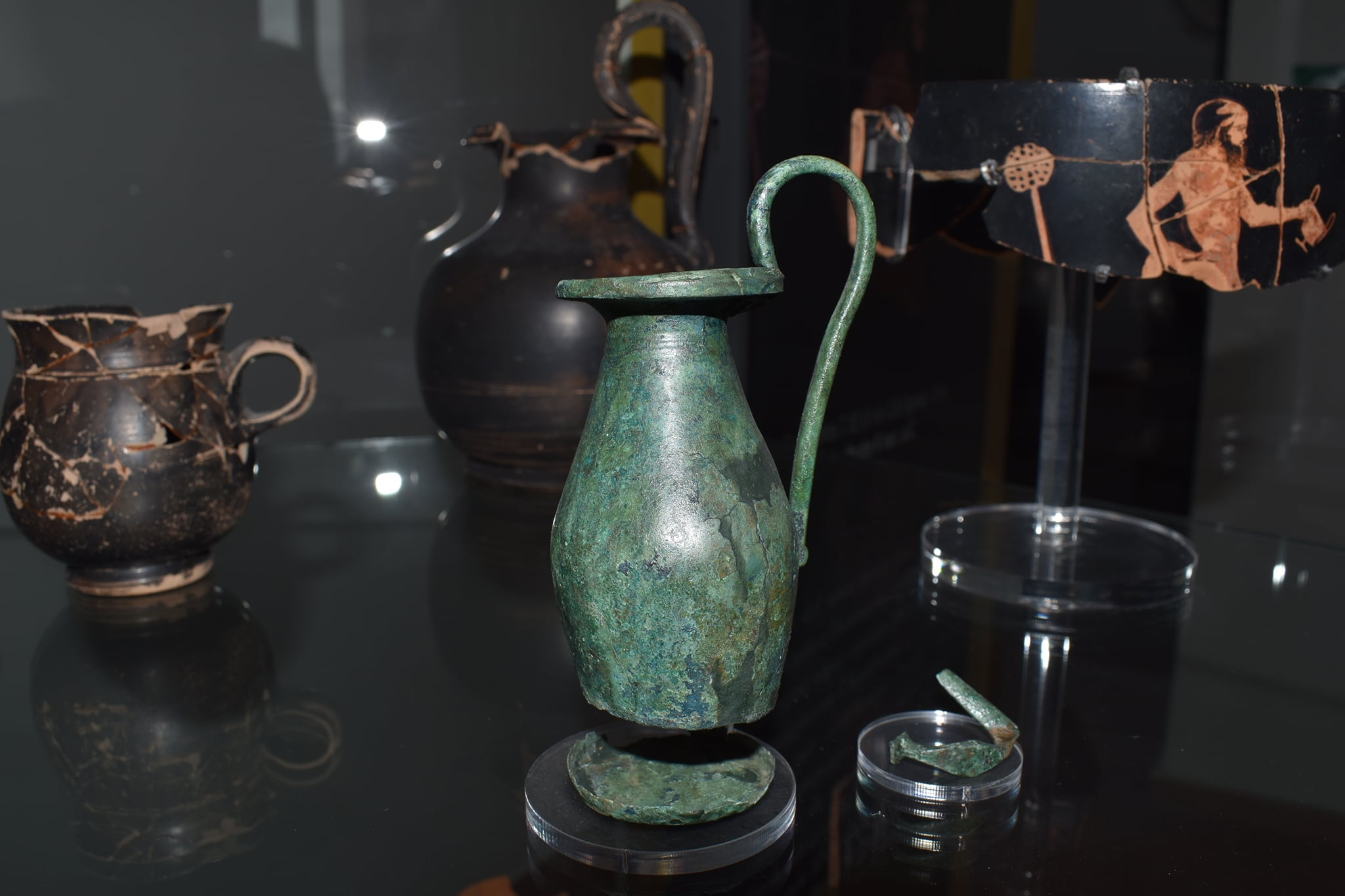
ManES Tomba 83

I dati attestano per il V secolo a. C una netta contrazione dell'insediamento ebolitano.
Le sepolture di questo periodo sono ad inumazione. La composizione dei corredi, soprattutto per la prima fase, è caratterizzata da ceramiche d'impasto e argilla figulina, che richiamano le tradizioni del secolo precedente, affiancate da poche a vernice nera di derivazione attica.
Solo negli ultimi decenni il panorama si arricchisce con la presenza di sepolture connotate da segni elitari che si rifanno al mondo greco, adottandone forme e rituali. In questo periodo, se da un lato si assiste ad un certo conservatorismo culturale, ispirato alle tradizioni dell'entroterra, dall’altro si evidenzia l’apertura verso modelli che si rifanno al mondo greco, attraverso la mediazione di Poseidonia, la cui egemonia provoca il progressivo ridimensionamento delle genti etrusco-campane che popolano la Piana del Sele.
Due corredi, databili nel V secolo a.C. inoltrato, appaiono emblematici: quello della tomba n. 5 di via Matteo Ripa e quello della tomba n. 83 di via Gian Battista Vignola.
Nella sepoltura di via M. Ripa il sobrio corredo del defunto si contraddistingue per la presenza del cratere in argilla figulina con decorazione a fasce, riconducibile a tipi caratteristici dei centri dell’entroterra come Volcei, l’odierna Buccino, a testimonianza dei legami tra Eboli e le zone interne.

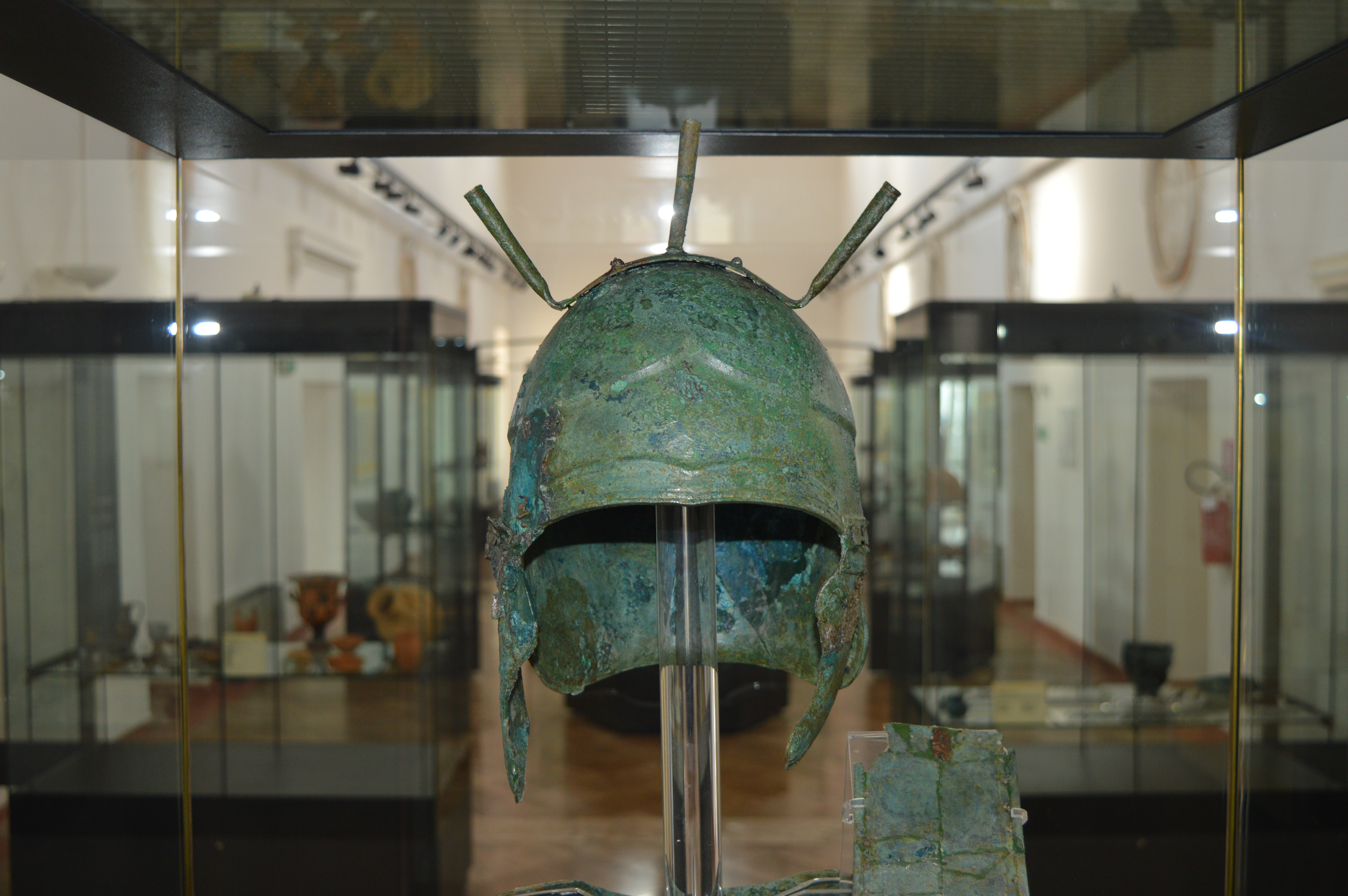
ManES Elmo

Al contrario, la sepoltura di via G. B. Vignola è una testimonianza dell'incontro con la cultura ellenica. Il corredo funebre che accompagna il defunto è incentrato su vasi che alludono al rito del Simposio, introdotto proprio dai Greci e comprende una coppa a figure rosse di produzione attica, con una processione di danzatori e un segno “ad alberello” graffito sotto il piede.
Infine si evidenzia la sopravvivenza della cultura etrusca, come confermano le tante iscrizioni in lingua etrusca ritrovate.
Le radicali trasformazioni conseguenti alla conquista della Campania da parte di Sanniti e Lucani, si riflettono nell'assetto delle necropoli e nel costume funerario.
Nel IV sec. a. C. nuovi spazi alla base della collina di Montedoro, oltre alle aree che già dall'Età del Ferro erano adibite alla sepoltura dei defunti, vengono destinati a quest'uso. I nuclei di sepolture, alternati ad ampie aree vuote, sono aggregati in gruppi familiari, in cui i maschi più importanti vengono sepolti con l'armatura completa del guerriero, talvolta indossata oppure collocata dietro la testa, come un trofeo.
Agli elementi che riportano all’attività guerriera, si accompagnano i vasi da vino e da mensa in ceramica e in bronzo e gli oggetti legati alla pratica atletica. Non mancano lo strumentario da fuoco in piombo, allusivo alla sfera dell'oikos, e terrecotte che riproducono i frutti della terra, chiaro riferimento alla ricchezza agricola.
Il corredo funebre femminile comprende vasi come il lebete nuziale e l'hydria, il vaso per l’acqua e gioielli in bronzo o in argento.

#### III e II sec. a.C.
Un intervento di scavo eseguito su un pianoro ubicato nella parte bassa della collina di Montedoro, laddove era documentata la presenza di alcuni ambienti appartenenti a un edificio sacro, databile alla prima età imperiale, ha portato al recupero di materiale votivo, collocato nella stipe di un santuario di età romana medio-repubblicana, a testimonianza dell’esistenza del luogo di culto già fra il III ed il II sec. a.C.
La presenza di votivi anatomici, come arti e dita, indica l'appartenenza del santuario a un culto salutare, la cui diffusione nel periodo della colonizzazione romana è ben documentata. Si distingue la statua in terracotta di un giovane dalla corta capigliatura ricciuta, rappresentato seduto e con le gambe innaturalmente divaricate, oltre che volutamente mutile all'altezza delle ginocchia. Si evidenzia nella resa del volto un'influenza di prototipi di tradizione ellenistica.
La testa leonina e le tre matrici (una frammentaria che rappresenta una testa leonina, un sileno e una piccola testa femminile) provengono da un altro sito archeologico portato alla luce nell’area della chiesa dei SS. Cosma e Damiano, ai piedi di Montedoro. Esso si trova in posizione periferica rispetto all’abitato dell’antica città e prossimo a un lastricato da riferirsi probabilmente alla via Popilia che collegava Capua e Regium. Nel sito sono visibili i resti di un quartiere artigianale composto da tre fornaci. Dagli scarichi, costituiti in gran parte da resti di matrice, si ricava che le fornaci erano destinate alla produzione di terrecotte figurate.

#### I sec. a. C.
L’esplorazione archeologica eseguita in località Paterno di Eboli ha portato alla scoperta di un complesso di strutture appartenenti a una villa romana edificata nel I sec. a. C.
Il reperto esposto è una piccola erma in marmo pavonezzetto, priva del pilastrino a cui originariamente doveva essere applicata; raffigura una testa maschile barbuta con ricca capigliatura riccioluta. La presenza della leontè, la pelle del leone di Nemea ucciso da Ercole, permette l’attribuzione della testa all’eroe famoso per la sua forza.

#### Medioevo
I materiali esposti all’interno di quella che era la cappellina privata dei frati francescani, provenienti da saggi effettuati in varie località del borgo antico di Eboli, sono relativi a un periodo omogeneo del basso medioevo (XIII secolo).
Per la maggior parte si tratta di ceramiche invetriate, molte delle quali con ricche e complesse decorazioni vegetali. Non mancano frammenti di contenitori in vetro decorati da listelli o bugne, con basi di appoggio del tipo “ad artigli” abbastanza diffuse nell’Italia meridionale. L’unico manufatto metallico è una pregevole brocchetta in bronzo, recuperata in una fossa di scarico, caratterizzata da un’ansa con protome animale nella parte superiore all’attacco e con orlo svasato. La brocchetta non trova confronti nella produzione della penisola italiana in età medioevale, ma sembra confrontabile con esemplari simili, provenienti da ambiti islamici.
La documentazione archeologica colloca il sito ebolitano, nel Medioevo uno dei principali centri abitati del salernitano dopo Salerno e Cava de’ Tirreni, al centro di una vasta rete di uomini, beni e conoscenze.

## Focus sul percorso espositivo

### Battipaglia
Nella località Castelluccia di Battipaglia, area di notevole importanza strategica nell'ambito delle dinamiche insediative della Campania antica, è stato individuato un insediamento di età preistorica. Il sito presenta stratificazioni cronologiche che vanno dal Neolitico finale (seconda metà IV millennio a.C.) al Bronzo Finale (XII-X sec. a.C.).
Per il periodo Neolitico interessante è il rinvenimento di vari strumenti in selce, ossidiana e osso. L'industria della selce è ben rappresentata da un gruppo di lame ritrovate all'interno di una fossetta; quella di ossidiana (vetro naturale di origine vulcanica) è caratterizzata da punte di freccia e lame, da interi nuclei e scarti di lavorazione.
Tra il Bronzo antico e medio si rileva la presenza di capanne, piani di lavoro, focolai e fosse, queste ultime prevalentemente adibite a scarico di materiali.
Interessante il contenuto di due fosse: la più antica pone una serie di interrogativi circa la sua natura e significato all'interno della comunità; vi è stata recuperata una discreta quantità di vasi di dimensioni e forme diverse: grandi contenitori, olle, sostegni a clessidra, boccali. Molti di essi recano una decorazione a triangolini excisi, tipica della facies di Palma Campania, dal luogo di maggiore rinvenimento di ceramiche con tali decorazioni. Una placchetta rettangolare con due fori è l'unico oggetto in osso.
Tutti questi materiali, probabilmente rotti intenzionalmente, ricoprivano uno scheletro umano, rinvenuto prono sul fondo della fossa. L’esame osteologico dei resti ha permesso l'attribuzione ad un uomo di età compresa fra 45 e 50 anni, ucciso mediante un colpo infertogli sul capo. Il suo corpo fu infine bruciato e buttato nella fossa.

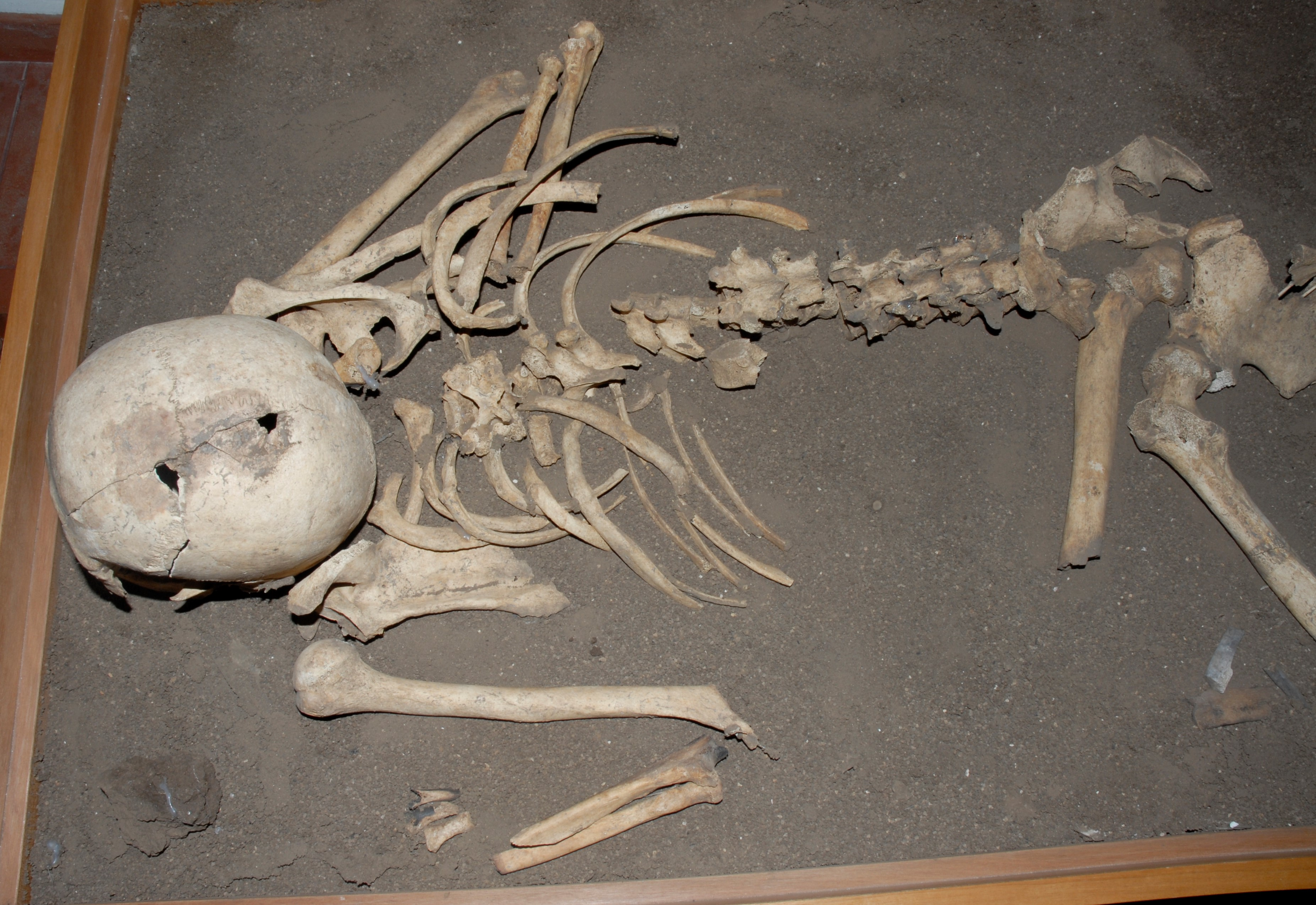
ManES Scheletro Battipaglia

La fossa più recente ha restituito vasellame ceramico, una punta di freccia e ossa di bovini e di suini. La ceramica è rappresentata da tazze attingitoio con ansa a sopraelevazione asciforme, tazze carenate, sostegni a clessidra e ollette, di cui una decorata sull'orlo da una serie di linguette.
Il livello del Bronzo finale, meno conservato rispetto ai precedenti, ha restituito essenzialmente reperti ceramici. Si tratta di frammenti di grossi contenitori decorati da cordoni lisci o digitati, di anse a protome zoomorfa, a flabello e strigilate. Di notevole interesse, infine, la presenza di ceramica di tipo miceneo riferibile all'XI sec. a.C.

### Campagna
Il territorio di Campagna si presenta particolarmente legato ai percorsi naturali che collegavano la valle del Sele all'Adriatico e alla Lucania interna. La documentazione archeologica, partendo dalla più antica, riferibile all'età del Bronzo, attesta una consistente presenza umana nel corso dei secoli.
Il ricco patrimonio di Campagna, all'interno del percorso museale, è illustrato da alcuni corredi funerari, individuati in località Piantito, e da altri reperti, sempre provenienti da sepolture, rinvenuti nella frazione Serradarce.
I reperti esposti provengono soprattutto dalla necropoli individuata a Piantito, databile fra l'ultimo quarto del V la fine del IV sec. a.C., che si collega ad uno degli insediamenti lucani che occupavano stabilmente il ricco territorio della valle del Sele e comprende quattordici tombe.
Nelle sepolture femminili l'elemento caratterizzante risulta essere l'hydria a figure rosse. Di notevole pregio l'esemplare rinvenuto nella tomba n. 2, riferibile all'officina pestana del ceramografo Asteass.
Da segnalare, inoltre, la presenza nel corredo della tomba n. 9 di due statuette in terracotta della dea Hera.
I corredi maschili sono contraddistinti dalla presenza di cinturoni in bronzo e armi in ferro, chiaro riferimento alla sfera militare. Interessante il cinturone individuato nella tomba n. 12, che presenta ganci decorati da figure femminili alate.

### Oliveto Citra
L'antico insediamento di Oliveto Citra è ubicato nell'alta valle del Sele, sulle colline dominanti la riva destra del fiume. Le più antiche aree sepolcrali rientrano nella facies culturale proto-irpina cosiddetta di "Oliveto-Cairano".
Queste popolazioni insediatesi fin dall'Età del Ferro (fine IX sec. a.C.) sulle colline che controllano i fiumi Sele ed Ofanto (i siti principali sono Cairano, Conza, Calitri, Bisaccia e Morra), oltrepassano la Sella di Conza, spingendosi nel salernitano e dando così vita a nuovi insediamenti, fra cui Oliveto Citra.

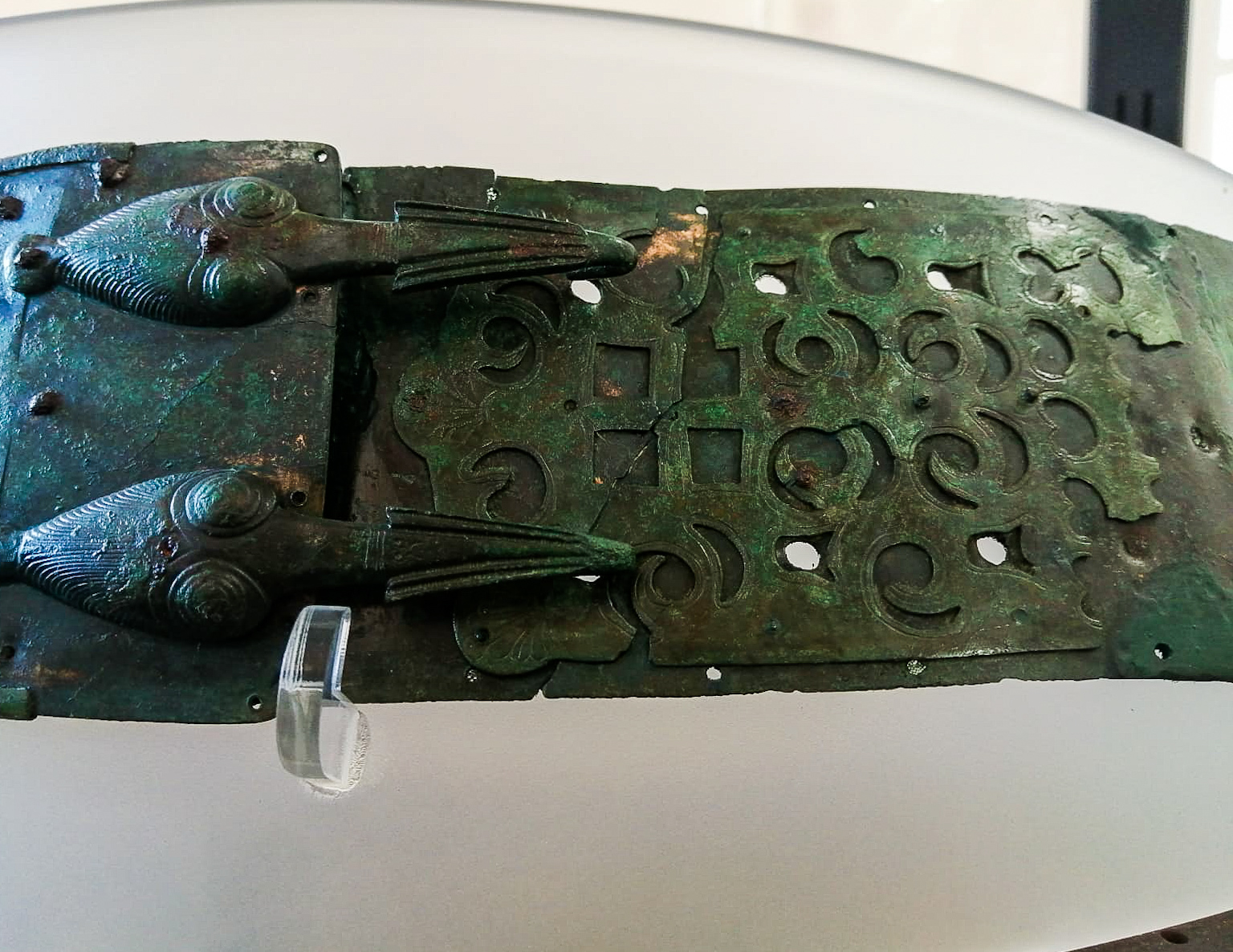
ManES dettaglio cinturone - arabeschi

Il sito archeologico di Oliveto Citra è illustrato dall'esposizione di un ricco corredo funerario e di alcuni oggetti riferibili ad ornamenti personali femminili.
La tomba n. 27, appartenente ad un individuo di sesso maschile, molto ricca sia quantitativamente che qualitativamente testimonia che le genti di
Oliveto Citra sono protagoniste nelle dinamiche insediative, capaci di interloquire con il mondo esterno sia etrusco che greco. Infatti il corredo funebre è caratterizzato da oggetti d'importazione, come le coppe ioniche di tradizione greca, i vasi in bucchero ed in bronzo di produzione etrusca e i vasi di tipo geometrico daunio.
Dei corredi funerari femminili, di VIII e VII sec. a.C., meritano una particolare menzione gli ornamenti personali tipici della cultura di Oliveto-Cairano: bracciali in bronzo ad arco inflesso, spesso decorati, orecchini in bronzo a doppio filo ritorto e fibule di varie tipologie. Particolare la collana composta da elementi pseudo trapezoidali in ambra.
Si segnala, infine, un cinturone bronzeo sporadico databile al IV sec. a.C., di produzione italica: l'esemplare si contraddistingue per la presenza sull'estremità dei fori di aggancio di un secondo elemento metallico, puramente decorativo, caratterizzato da una serie di trafori ad arabeschi.